# Rosalba Carriera
Rosalba Giovanna Carriera (7. října 1675 Benátky – 15. dubna 1757 Benátky) byla benátská rokoková malířka. Specializovala se na kresbu pastelem a na portrétní miniatury.

## Život a dílo
Pocházela z nižší střední třídy v Benátkách. Otec byl právník, matka známá krajkářka. Měla dvě sestry, jedna z nich, Giovanna, se jí později starala o domácnost. O vzdělání Rosalby Carrierové je jen málo informací. Začínala jako malířka miniatur na víčka tabatěrek, postupně si získala jméno jako portrétistka. Malovala portréty v rokokovém stylu a místo olejových barev používala pastely, kterými dosahovala měkký a přirozený tón malby. Skvěle zvládnutou technikou s perleťově třpytnými tóny a jemnými přechody zachycovala jemnou strukturu látek a zvýrazňovala rysy obličejů a složitých účesů.  Od roku 1700 byla známou malířkou nejen v Itálii, ale i v cizině. Byla členkou  malířských akademií v Římě a Bologni.  
Portrétovala významné osobnosti jako meklenburského Kristiána Ludvíka II., Frederika IV. Dánského nebo Augusta Silného. V letech 1720–1721 pobývala v Paříži, kde byla hostem mecenáše Pierra Crozata. Portrétovala mladého Ludvíka XV. a Regenta Filipa II. Orleánského a další přední pařížskou aristokracii.  Malovala Jeana–Antoina Watteaua a spustila módu pastelu ve Francii. Měla své příznivce v Benátkách, Londýně i v Drážďanech, kde na dvoře krále Augusta III. učila malovat jeho manželku. V roce 1723 pobývala v Modeně u rodu d'Este a roku 1730 u císařského dvora ve Vídni. Namalovala také několik autoportrétů, které realisticky zachycují její podobu. Jedním z nejznámějších je autoportrét, na kterém drží v ruce podobiznu sestry Giovanny. 
Byla přijata za členku výtvarných akademií v Římě, Bologni a Paříži. Nebyla jen portrétní malířkou, tvořila také obrazy s biblickými, alegorickými a mytologickými náměty. Na alegoriích „Čtyři roční období“, „Čtyři živly“ a „Čtyři kontinenty“ jsou zobrazeny krásné, zpola oblečené oblečenými ženy, které drží symboly, odkazující na význam díla.
Nikdy se neprovdala. Po smrti sestry Giovanny v roce 1738 upadla do depresí. Onemocněla šedým zákalem, postupně přišla o zrak a nemohla v práci pokračovat. Přežila celou svou rodinu a poslední roky života strávila v malém domku v benátské čtvrti Dorsoduro, kde zemřela ve věku 81 let.

## Galerie

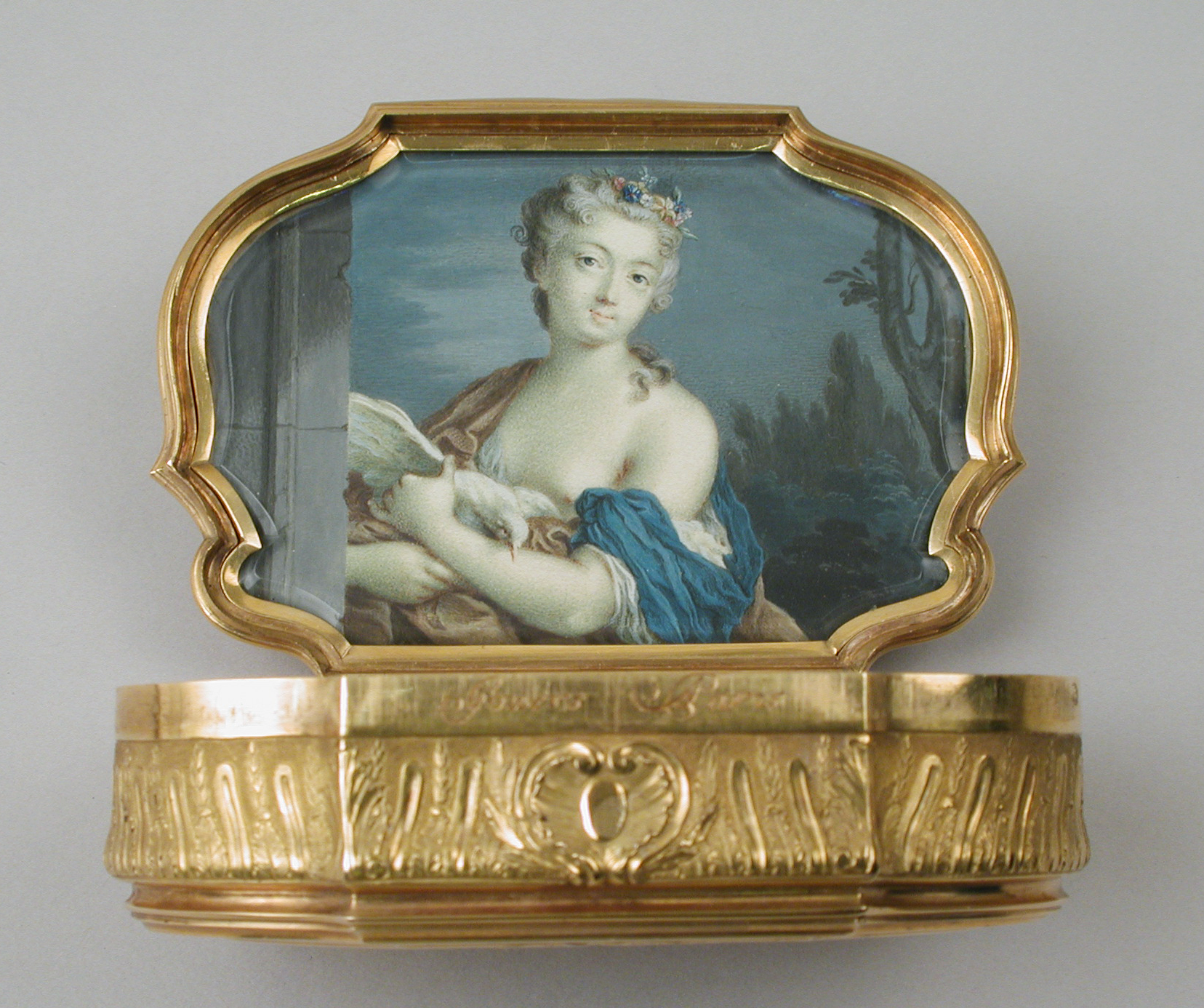
tabatěrka s miniaturou Rosalby Carrierové
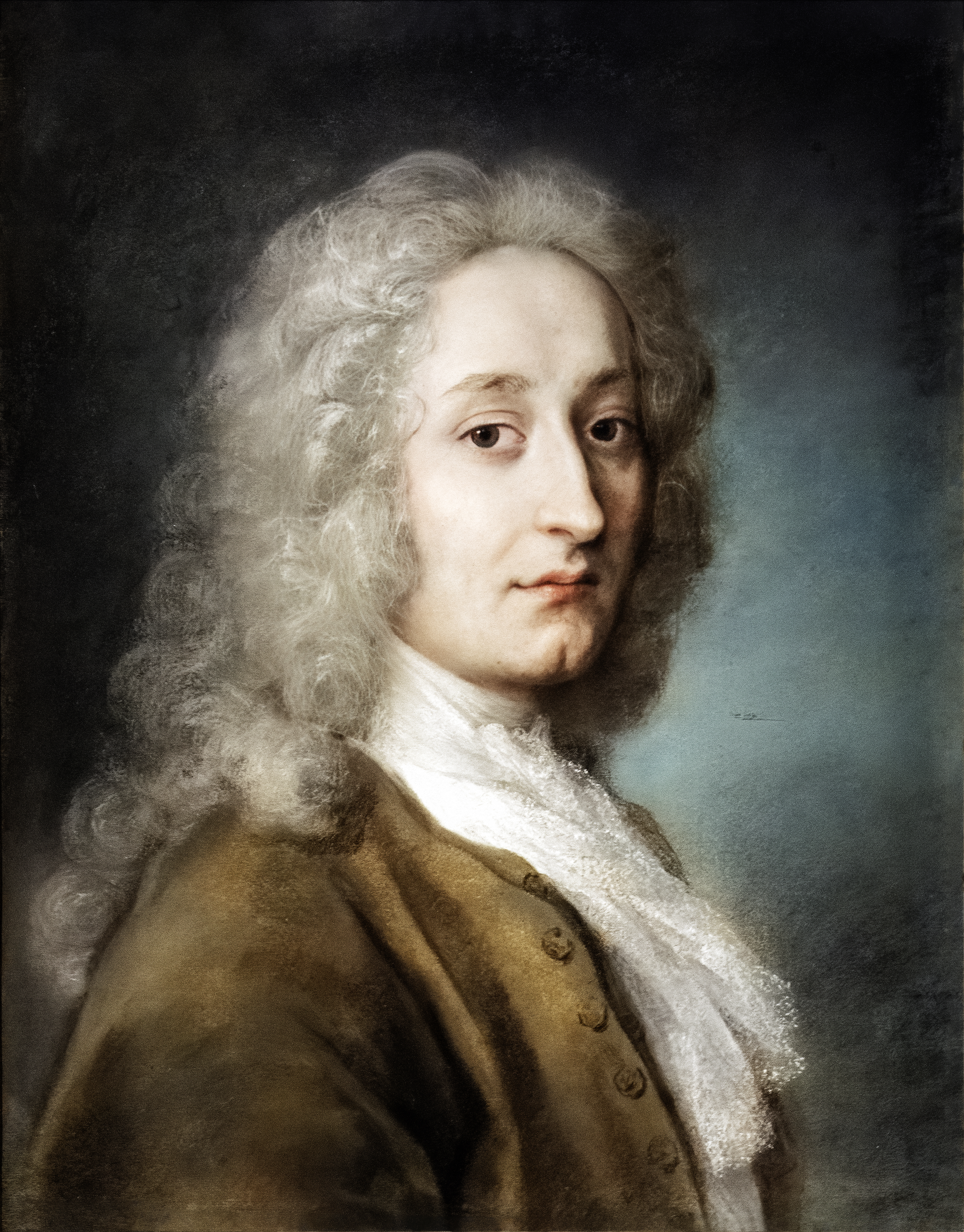
Malíř Watteau
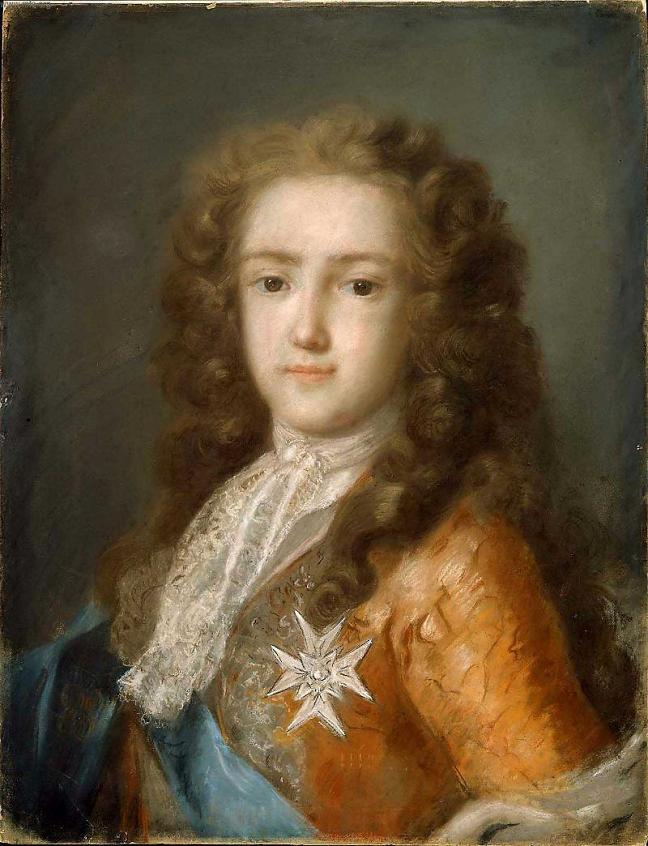
Mladý Ludvík XV.
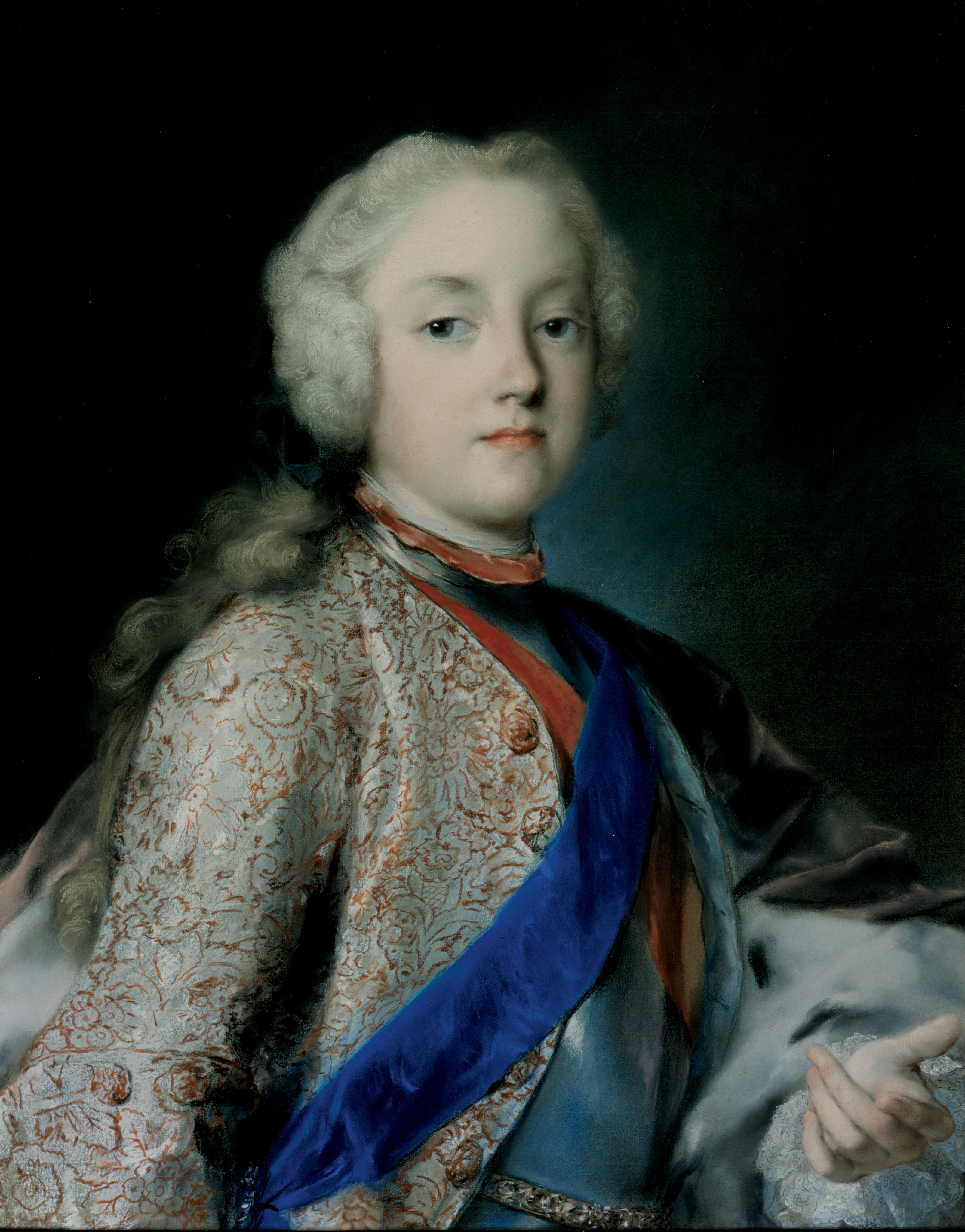
Fridrich Kristián Saský
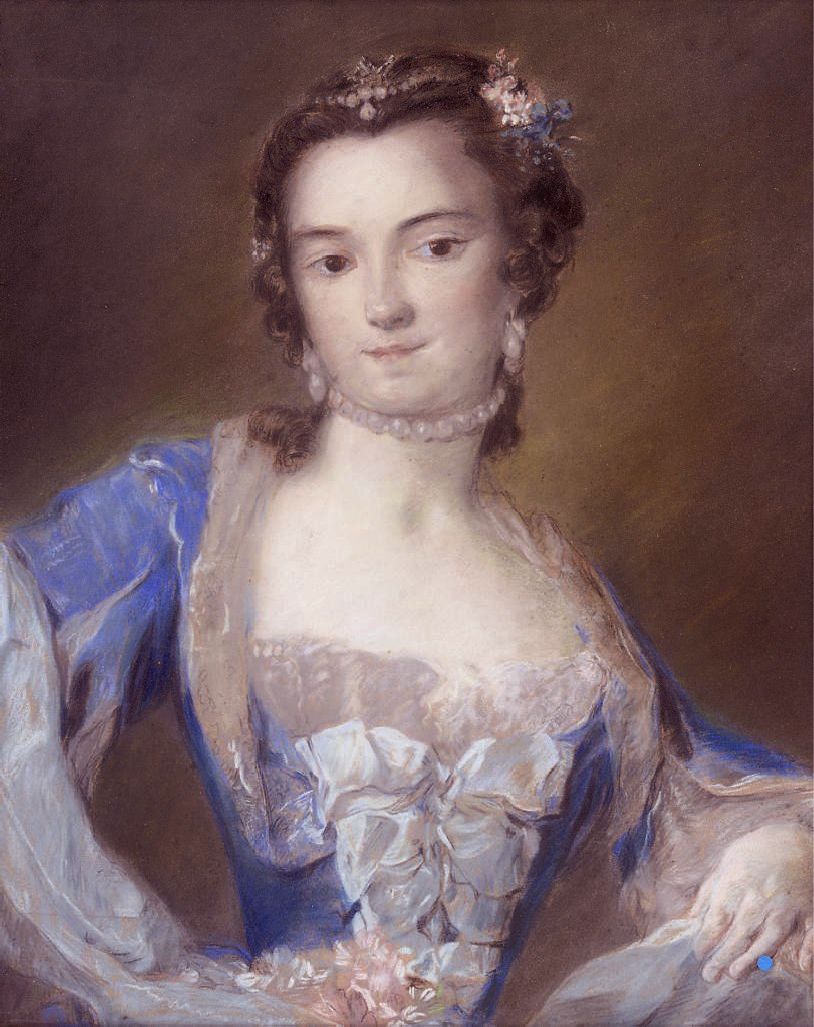
Tanečnice La Barberina
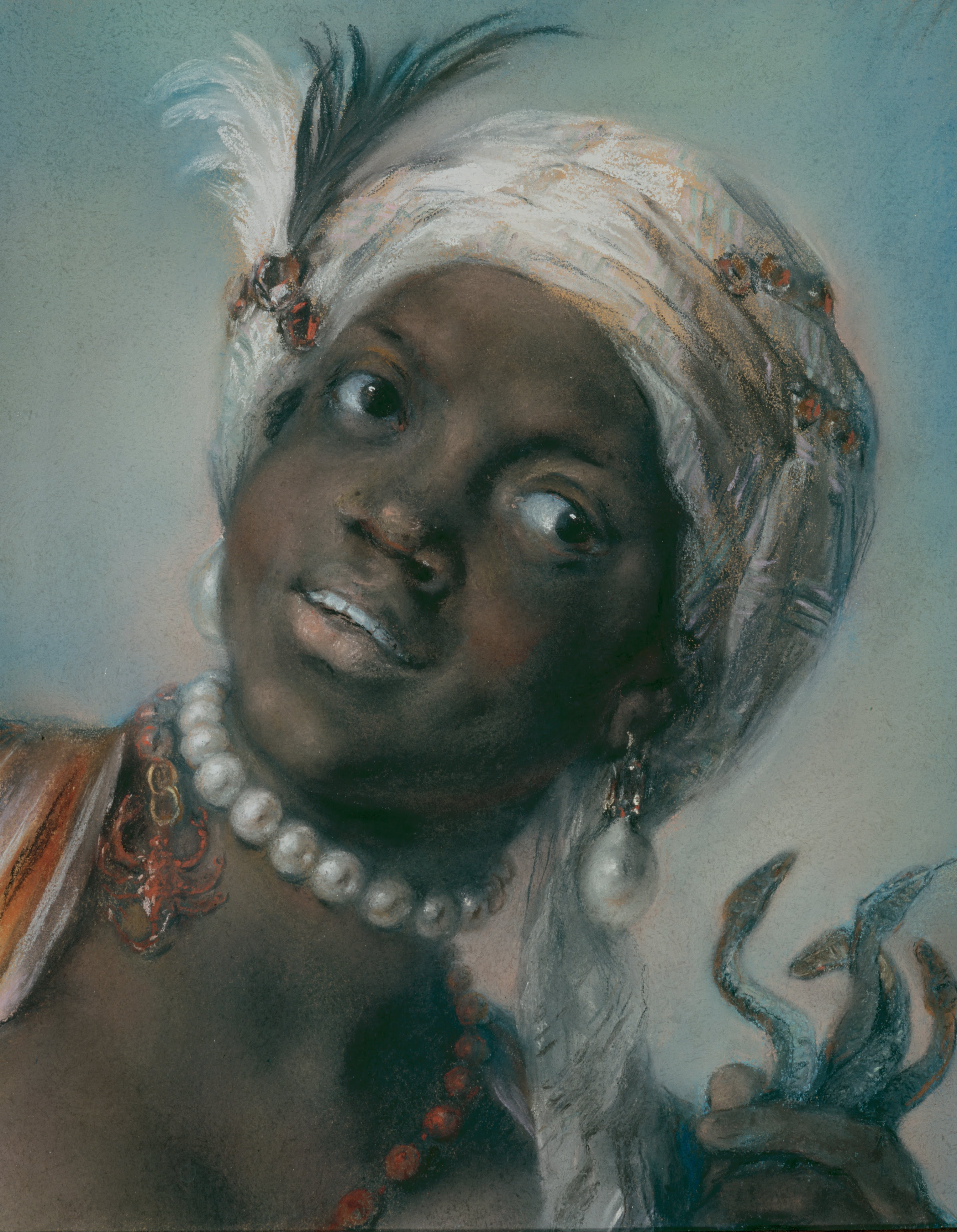
Afrika
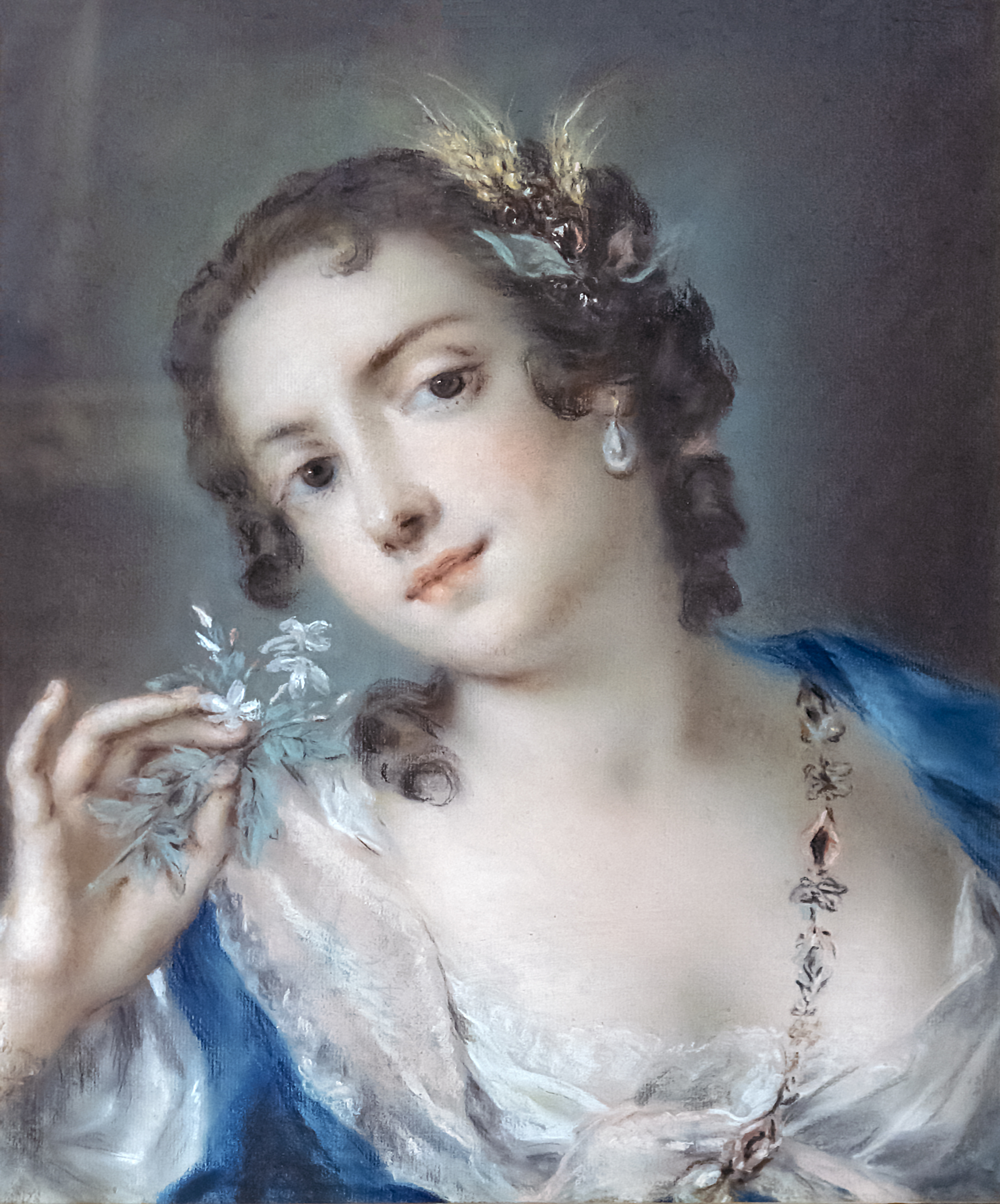
Léto
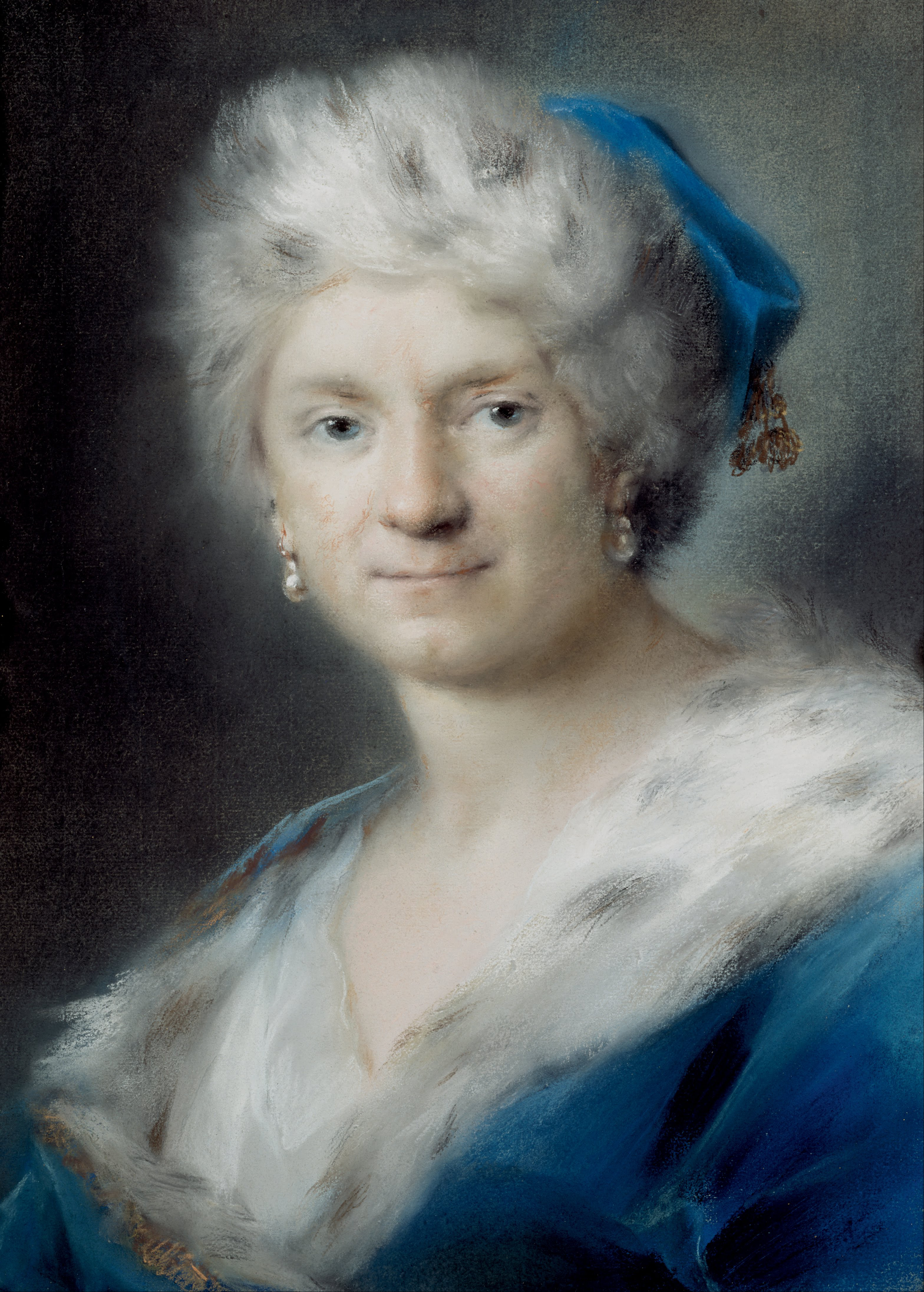
Autoportrét jako Zima
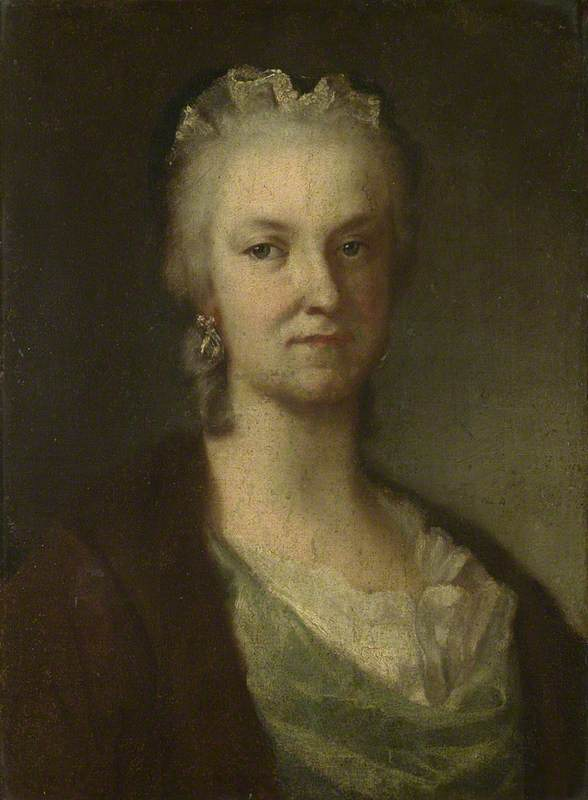
autoportrét (1746)
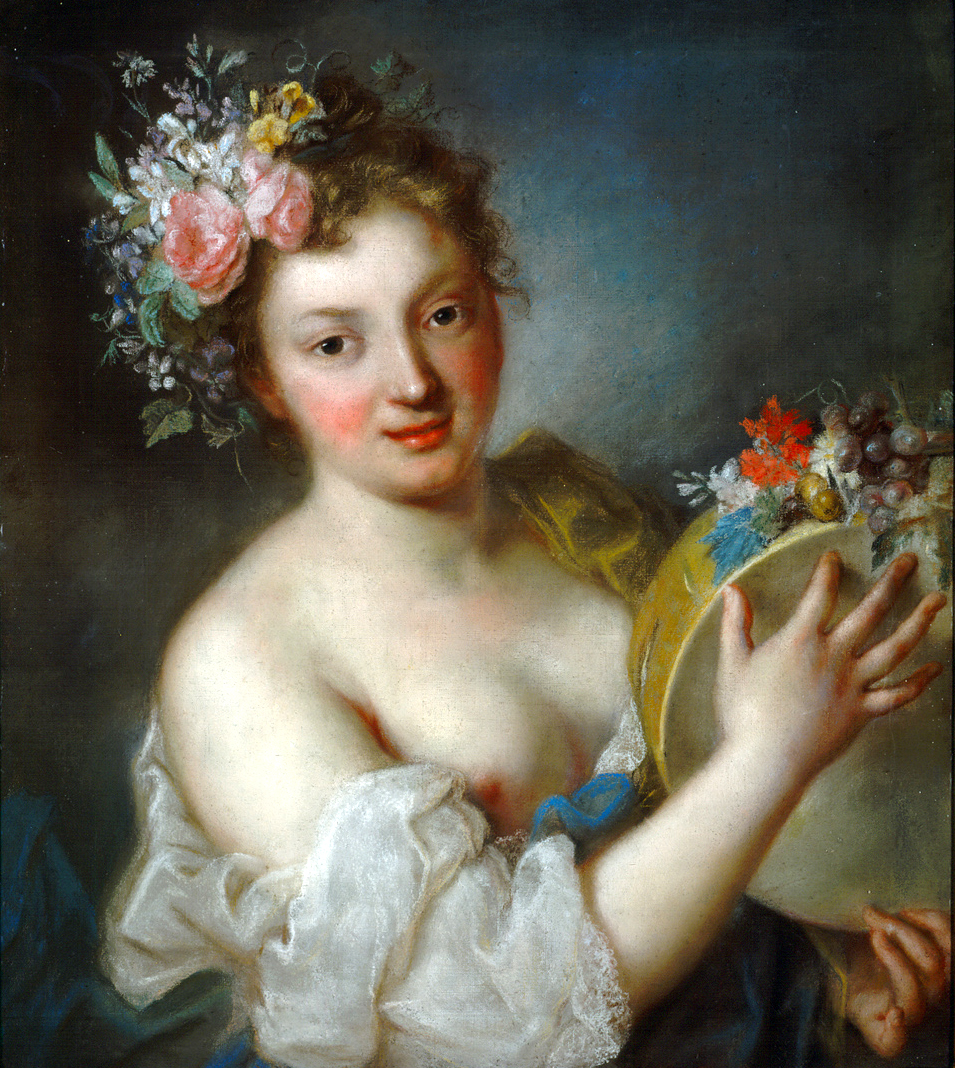
Alegorie hudby (1712)
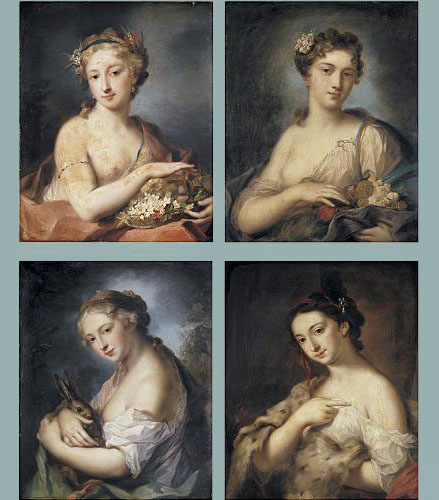
Čtyři roční období